# Abalone (juego de mesa)
Abalone es un juego de mesa de estrategia para dos jugadores, diseñado por Michel Lalet y Laurent Levi, en el que cada jugador controla canicas de colores opuestos sobre un tablero hexagonal. El objetivo del juego es echar del tablero seis canicas del oponente.

## Juego

### Reglas

Posición inicial

Negras comienza con un movimiento perpendicular

Blancas responde con un movimiento en línea

El tablero está formado por 61 huecos circulares distribuidos hexagonalmente. Cada jugador tiene 14 canicas que se encajan en los huecos y que comienzan el juego distribuidas como se muestra en la imagen de la izquierda. El juego se desarrolla por turnos alternativos entre los jugadores, comenzando el juego las negras. Cada jugador puede realizar un movimiento por turno, que puede ser un "movimiento en línea" o un "movimiento en perpendicular" (ver imagen de la derecha), y que puede mover hasta un máximo de 3 canicas.
Un jugador puede empujar las canicas del oponente adyacentes a las suyas propias con un movimiento en línea. Solo se pueden empujar las canicas del oponente si el número de canicas que se mueven en línea es mayor que el de las canicas empujadas (de esta manera, dado que el máximo de canicas que se pueden desplazar en un movimiento es de 3, nunca se podrán desplazar más de 2 canicas del oponente). Las canicas desplazadas deben poder situarse en un nuevo hueco o bien ser expulsadas del tablero para que el movimiento sea válido. Si el desplazamiento obliga a desplazar también canicas del propio color, el movimiento no es válido. El juego termina cuando un jugador es capaz de expulsar del tablero 6 canicas del oponente.

### Problemas habituales

Negras pueden defenderse para siempre

Las reglas y formas de juego de la versión original del juego pueden llevar a un problema serio: Probablemente un buen jugador defensivo puede colocar sus canicas en una formación de defensa y permanecer estable frente a todos los ataques de manera indefinida. El atacante puede tratar de flanquear sus defensas, o tenderle trampas, pero estos avances son habitualmente más peligrosos para el atacante que para el defensor. De esta manera, desde la posición inicial, no es necesaria una gran habilidad o experiencia para evitar perder, y no hay ninguna regla que evite que el juego sea interminable.
Debido a esto, bastantes jugadores de Abalone pactan de mutuo acuerdo jugar ofensivamente. Un jugador que adopta una formación defensiva y no hace ningún intento de ataque es de esta forma considerado el perdedor, si bien la partida no llegue a terminar. De cualquier forma, la posibilidad de que cualquier jugador lleve el juego a un punto muerto, y consiga de esta manera evitar perder incluso contra los mejores jugadores, sigue siendo problemática.
Existen diversas soluciones posibles a este problema. En primer lugar, en los torneos un juez puede penalizar al jugador que juega de manera defensiva. Esta solución no es del todo satisfactoria para el aficionado, ya que no siempre hay disponible un juez para la partida, y "juego defensivo" es una percepción subjetiva.
En segundo lugar, se han desarrollado diversas variantes de las reglas para el mismo tablero y canincas. Sin embargo, ninguna de las variantes tiene la misma sencillez que el original.

Posición inicial alternativa

Posición inicial alternativa

Por último, se han desarrollado posiciones iniciales alternativas para hacer que la formación de cuñas defensivas sea más difícil. Pueden verse dos de estas posiciones alternativas a la izquierda y a la derecha

## Estrategia
Los aficionados al juego suelen coincidir en que, en general es una buena estrategia:
- Mantener las canicas propias cerca del centro del tablero y forzar al oponente a moverse a los bordes del mismo
- Mantener las canicas propias juntas para tener más capacidad de defensa y de ataque, especialmente si forman un hexágono para ser capaces de defender y atacar en cualquier dirección
- Expulsar una de las canincas del contrario no suele ser una buena idea si eso lleva a debilitar la geometría del propio jugador.

## Historia
Abalone fue inventado en 1987 por Laurent Levi y Michael Lalet. En 1999, un grupo de jugadores de alto nivel de la Asociación Internacional de Deportes Mentales sellaron un acuerdo para usar una posición inicial alternativa para revitalizar el juego. Esta posición ha sido usada en los principales torneos desde entonces, incluyendo la AbaCup.